# Gran Casino
Gran Casino is een Mexicaanse dramafilm uit 1947 onder regie van Luis Buñuel.

## Verhaal
Gerardo en Demetrio zijn twee ontsnapte gevangenen, die een Argentijns oliemagnaat ervan overtuigen om hen in te huren. Als hun werkgever ineens spoorloos verdwijnt, wordt hij vervangen door zijn mooie zus Mercedes. Zij verdenkt Gerardo en Demetrio ervan dat ze iets te maken hebben met de verdwijning. Niettemin voelt ze zich toch ook aangetrokken tot de knappe Gerardo.

## Rolverdeling
| Acteur             | Personage             |
| ------------------ | --------------------- |
| Libertad Lamarque  | Mercedes Irigoyen     |
| Jorge Negrete      | Gerardo Ramírez       |
| Meche Barba        | Camelia               |
| Augustín Isunza    | Heriberto             |
| Julio Villarreal   | Demetrio              |
| José Baviera       | Fabio                 |
| Alfonso Bedoya     | El Rayado             |
| Francisco Jambrina | José Enrique Irigoyen |
| Fernande Albany    | Nanette               |
| Charles Rooner     | Van Eckerman          |
| Bertha Lehar       | Raquela Ortiz         |